# Calle Aceituno
La calle Aceituno es una vía pública de la ciudad española de Sevilla.

## Descripción
La vía discurre desde la calle San Hermenegildo hasta la plaza del Giraldillo, donde conecta con la calle Corinto. Aparece descrita en la Noticia histórica del origen de los nombres de las calles de esta ciudad de Sevilla (1839) de Félix González de León con las siguientes palabras:

Calle del Aceituno. Es en el cuartel D. y en la parroquia de santa Lucía. Ignoro el origen de su nombre. Es angosta y pasa de la iglesia de santa Lucía por detras del muro de la ciudad y calle Alamillos entre las puertas del Sol y Córdova.
(González de León, 1839, p. 155)